# RMJM
RMJM (сокр. от Robert Matthew Johnson Marshal) — британское архитектурное бюро. Головной офис находится в Эдинбурге. Также имеются офисы в Эдинбурге, Сан-Паулу, Дубае, Абу-Даби, Тегеране, Карачи, Шанхае, Шэньчжэне, Гонконге, Токио, Стамбуле, Риме, Белграде, Санкт-Петербурге.
В июне 2007 года приобрело за 30 млн долларов США фирму Hillier Architecture, расположенную в Принстоне, Нью-Джерси.

## Проекты

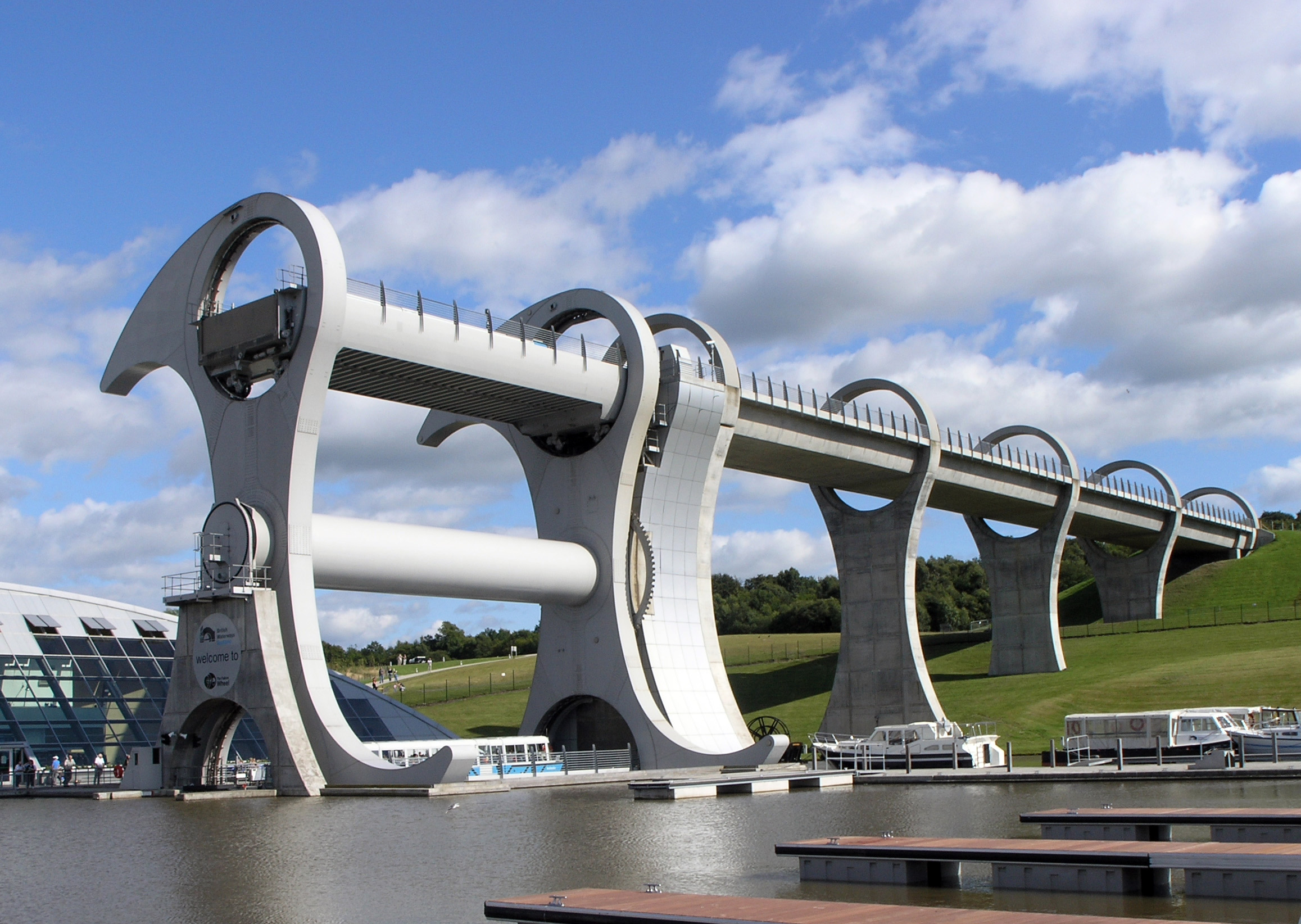
Фолкеркское колесо

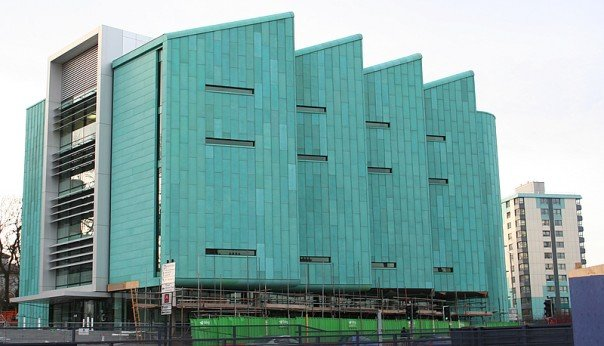
Шеффилдский университет

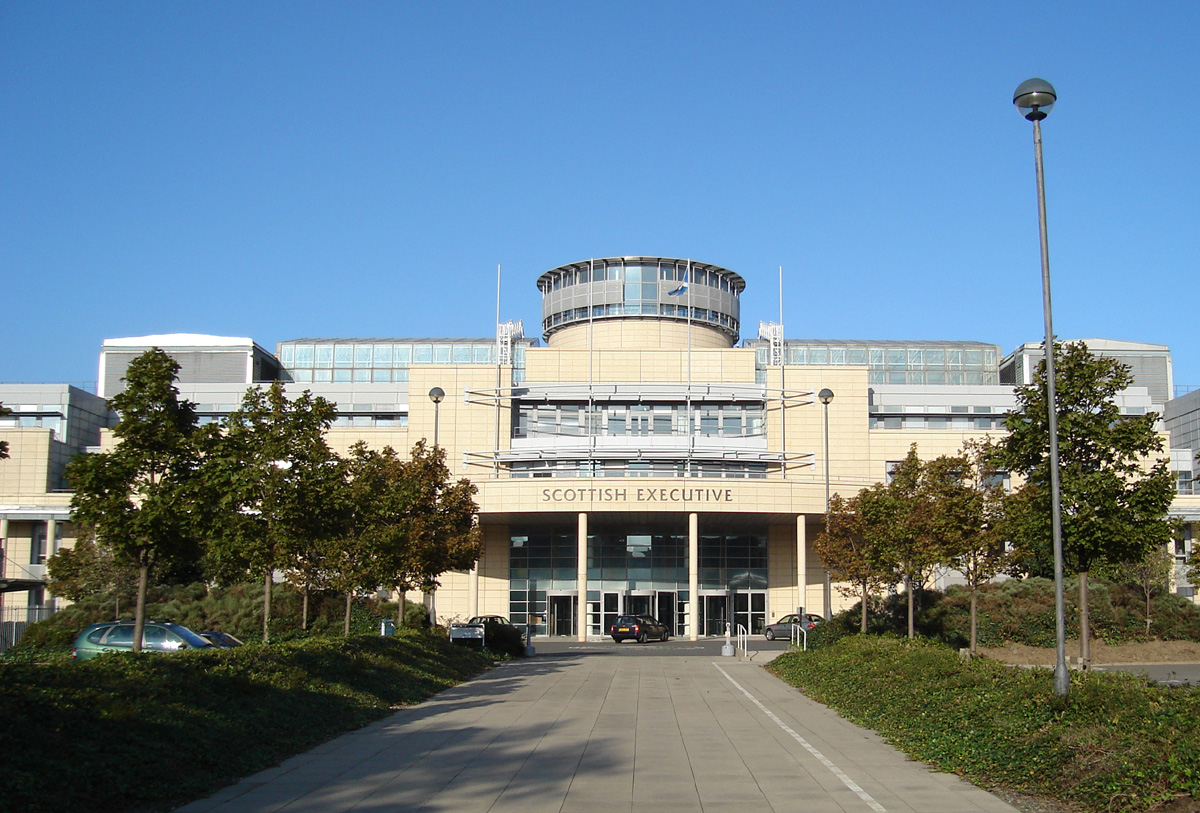
Victoria Quay

- Лахта-центр, Санкт-Петербург (завершено).
- Эволюция (башня), Москва (завершено).
- Здание Парламента Шотландии, Эдинбург (завершено).
- Фолкеркское колесо, Великобритания (завершено).
- Международный аэропорт имени Нетаджи Субхас Чандра Боса, Калькутта (разработка).
- Пятизвездочная гостиница на мысе Бурный, Владивосток (в стадии строительства).
- Пятизвездочная гостиница на Корабельной набережной, Владивосток (в стадии строительства).
- Олимпийский зелёный центр в Пекине (завершено).
- Международный центр в Дубае (завершено).
- Capital Gate, Дубай (завершено).
- Charity Hospital, Новый Орлеан.
- Duke-National University, Сингапур (разработка).
- Штаб-квартира GlaxoSmithKline Global, Брентфорд, Великобритания (завершено).
- Sprint Corporate Campus, Канзас (завершено).
- Капитолий штата Вирджиния (реставрация).
- Bowen Hall-Princeton Materials Institute Принстонского университета (завершено).
- Институт Содружества, Лондон (завершено).
- Кампус Йоркского университета (завершено).
- Кампус Стерлингского университета (завершено).
- Victoria Quay, Эдинбург (завершено).
- Tron Theatre, Глазго (завершено).
- William Gates and Microsoft Research Buildings, Кембриджский университет (завершено).
- Chemistry Research Building, Оксфордский университет (завершено).
- Jewel and Esk Valley College, Эдинбург (разработка).
- University Campus Suffolk (разработка).
- Royal Commonwealth Pool, Эдинбург (завершено).
- Deerfields Town Square, Абу-Даби (проект).
- Consulate Complex, Дубай (проект).
- Information Commons в Шеффилде (завершено).